# 纤细橐吾
纤细橐吾（学名：Ligularia tenuicaulis）为菊科橐吾属的植物，为中国的特有植物。分布于中国大陆的云南等地，生长于海拔3,200米至3,600米的地区，多生长于山坡灌丛草地和竹林中，目前尚未由人工引种栽培。